# 967
| Calendário gregoriano                                                        | 967 CMLXVII                                            |
| Ab urbe condita                                                              | 1720                                                   |
| Calendário arménio                                                           | 416 – 417                                              |
| Calendário bahá'í                                                            | -877 – -876                                            |
| Calendário budista                                                           | 1511                                                   |
| Calendário chinês                                                            | 3663 – 3664 Início a 13 de fevereiro (aproximadamente) |
| Calendário copta                                                             | 683 – 684                                              |
| Calendário etíope                                                            | 959 – 960                                              |
| Calendários hindus - Vikram Samvat - Calendário nacional indiano - Cáli Iuga | 1022 – 1023 888 – 889 4067 – 4068                      |
| Calendário Holoceno                                                          | 10967                                                  |
| Calendário islâmico                                                          | 356 – 357                                              |
| Calendário judaico                                                           | 4727 – 4728                                            |
| Calendário persa                                                             | 345 – 346                                              |
| Calendário rúnico                                                            | 1217                                                   |
| Calendário solar tailandês                                                   | 1510                                                   |

967 (CMLXVII, na numeração romana) foi um ano comum do século X do Calendário Juliano, da Era de Cristo, teve início a uma terça-feira e terminou também a uma terça-feira e a sua letra dominical foi F (52 semanas).
No território que viria a ser o reino de Portugal estava em vigor a Era de César que já contava 1005 anos.
| Ano completo                       |
| ---------------------------------- |
| Ano comum com início à terça-feira |

## Eventos
- Agosto - data provável (pode ter sido em 968) do início da invasão dos Rus' da Bulgária, marcando o início do que se conhece como Guerra rus'-bizantina de 970-971.

## Mortes
- 25 de janeiro - Ceife Adaulá, emir hamadânida de Alepo a partir de 945 (n. 916).
- Murakami, 62º imperador do Japão.